# Jan Lisiecki
Jan Lisiecki (ˈjɑːn ˌlɪ'ʃɜtskɪ; Calgary, 23 de marzo de 1995) es un pianista canadiense. En una carrera que ya abarca más de diez años, realiza más de cien actuaciones anuales en todo el mundo con los más destacados orquestas y directores.

## Biografía
Lisiecki nació en Canadá y empezó a estudiar piano a cinco años, haciendo su debut orquestal a los nueve años. A los trece, Lisiecki fue invitado a la edición 2008 del festival "Chopin y su Europa" en Varsovia, Polonia, para interpretar el concierto n.º 2 en fa menor, Op. 21 de Chopin con la Sinfonía Varsovia y Howard Shelley. Instantáneamente aclamado como la sensación del festival, volvió en 2009 para interpretar el concierto n.º 1 en mi menor, op. 11 de Chopin, otra vez en la misma constelación. El año siguiente, Lisiecki llamó atención a nivel internacional cuando el Instituto Fryderyk Chopin publicó grabaciones de los dos conciertos. A los quince años firmó un contrato de exclusividad con el sello Deutsche Grammophon.
En 2013, Lisiecki se convirtió en el más joven receptor b del Premio Artista Joven de Gramophone, y recibió también el Premio Leonard Bernstein en el Festival Schleswig-Holstein. En 2012, fue nombrado Embajador de UNICEF en Canadá. En 2017, Lisiecki recibió el ECHO Klassik, y en 2018 le ha sido concedido el Premio Juno, por su cuarto disco con Deutsche Grammophon, con obras para piano y orquesta de Chopin que rara vez se interpretan, con la Orquesta NDR de la Filarmónica del Elba y Krzysztof Urbański.
Lisiecki actúa con las orquestas más importantes del mundo en los principales escenarios, y ha trabajado con los más reputados directores, incluidos Antonio Pappano, Yannick Nézet-Séguin, Daniel Harding y Claudio Abbado.